# Legio XXI Rapax
La Legio XXI Rapax (Predatrice), fu una legione romana reinquadrata dopo la battaglia di Azio (nel 31 a.C.) da Ottaviano, composta probabilmente da legionari della legio XXI di Gaio Giulio Cesare. In precedenza aveva militato nelle file dell'esercito di Marco Antonio.
La XXI Rapax venne annientata nel 92 dai Sarmati in Pannonia. L'emblema della legione era un Capricorno.

## Storia
Nel 15 a.C. partecipò alla conquista della Rezia sotto il comando del figliastro di Augusto, Druso maggiore.
Claudio Nerone Druso sconfisse senza perdite, grazie ad uno stratagemma, un nutrito esercito di Reti, fondandovi una statio di rifornimento denominata "Pons Drusi" (oggi Bolzano); la legione venne messa di stanza a Ratisbona in Rezia. Dopo il disastro della battaglia della Foresta di Teutoburgo la legione venne mandata come rinforzo nella Germania Inferior, dove divise il campo di Xanten con la V Alaudae. Nel 43, venne spostata a Vindonissa (Windisch) nella provincia della Germania Superior.
Assieme al resto dell'armata che controllava il confine germanico, la XXI Rapax appoggiò il suo comandante, Vitellio, nell'"Anno dei quattro imperatori" (69) e marciò su Roma per assediarla. Vitellio comunque, venne sconfitto da Vespasiano prima della fine dell'anno.
Nel 70, la legione era parte dell'armata inviata a contrastare la Rivolta Batava e a liberare le quattro legioni imprigionate da Gaio Giulio Civile. Dopo questo episodio la legione venne mandata nella Germania Superior, dove condivise il campo base di Mogontiacum (Magonza) con la XIV Gemina.
Nell'89, le legioni di Magonza sostennero il loro comandante, Lucio Antonio Saturnino, nella sua rivolta contro l'imperatore Domiziano. Dopo la fine di questa insurrezione, le legioni vennero separate e la XXI Rapax venne mandata in Pannonia. Fu in questa provincia che venne distrutta durante la rivolta dei Sarmati nel 92.